# Lee Eun-Kyung
Lee Eun-Kyung (n. 15 iulie 1972) este o arcașă ce a reprezentat Coreea de Sud, medaliată olimpică. A participat la o ediție a Jocurilor Olimpice (1992) în care a câștigat o medalie de aur.